# Sara Doorsoun
Sara Doorsoun-Khajeh (Colônia, 17 de novembro de 1991) é uma futebolista alemã que atua como zagueiro. Atualmente joga pelo Eintracht Frankfurt.

## Início da vida
Doorsoun-Khajeh nasceu em Colônia, filha de pai iraniano e mãe turca.

## Carreira
Em sua temporada de estreia com o VfL Wolfsburg, Doorsoun venceu a Frauen-Bundesliga de 2018-19 e a DFB-Pokal. Ela venceu a Frauen-Bundesliga e a DFB-Pokal novamente na temporada seguinte com o Wolfsburg. Doorsoun atuou pelo Wolfsburg durante a fase eliminatória da Liga dos Campeões Feminina da UEFA de 2019-20, incluindo a final da Liga dos Campeões Feminina da UEFA de 2020 contra o Olympique Lyonnais.
Doorsoun marcou seu primeiro gol pela seleção principal da Alemanha em 31 de agosto de 2019 em uma partida de qualificação para a Eurocopa Feminina da UEFA de 2022 contra Montenegro. Em 18 de junho de 2022, ela foi nomeada para a seleção final da Alemanha para a Eurocopa Feminina da UEFA de 2022. Doorsoun ajudou a Alemanha a chegar à final da Eurocopa Feminina da UEFA de 2022 contra a Inglaterra com uma vitória por 2 a 1 sobre a França na semifinal em 27 de julho de 2022. Em 31 de maio de 2023, Doorsoun foi nomeada para a seleção preliminar da Alemanha para a Copa do Mundo Feminina da FIFA de 2023, e foi nomeada para sua seleção final de 23 jogadoras em 8 de julho. Em julho de 2024, Doorsoun foi nomeada para a seleção da Alemanha para as Olimpíadas de Verão de 2024.

## Títulos
VfL Wolfsburg
- Frauen-Bundesliga: 2018–19, 2019–20
- DFB-Pokal: 2018–19, 2019–20, 2020–21

Alemanha
- Jogos Olímpicos: 2024 (medalha de bronze)